# ينس نيلسن
ينس نيلسن (بالدنماركية: Jens Nielsen)‏ هو مهندس دنماركي، ولد في القرن العشرين.

## وصلات خارجية
- الموقع الرسمي